# Paula Forteza

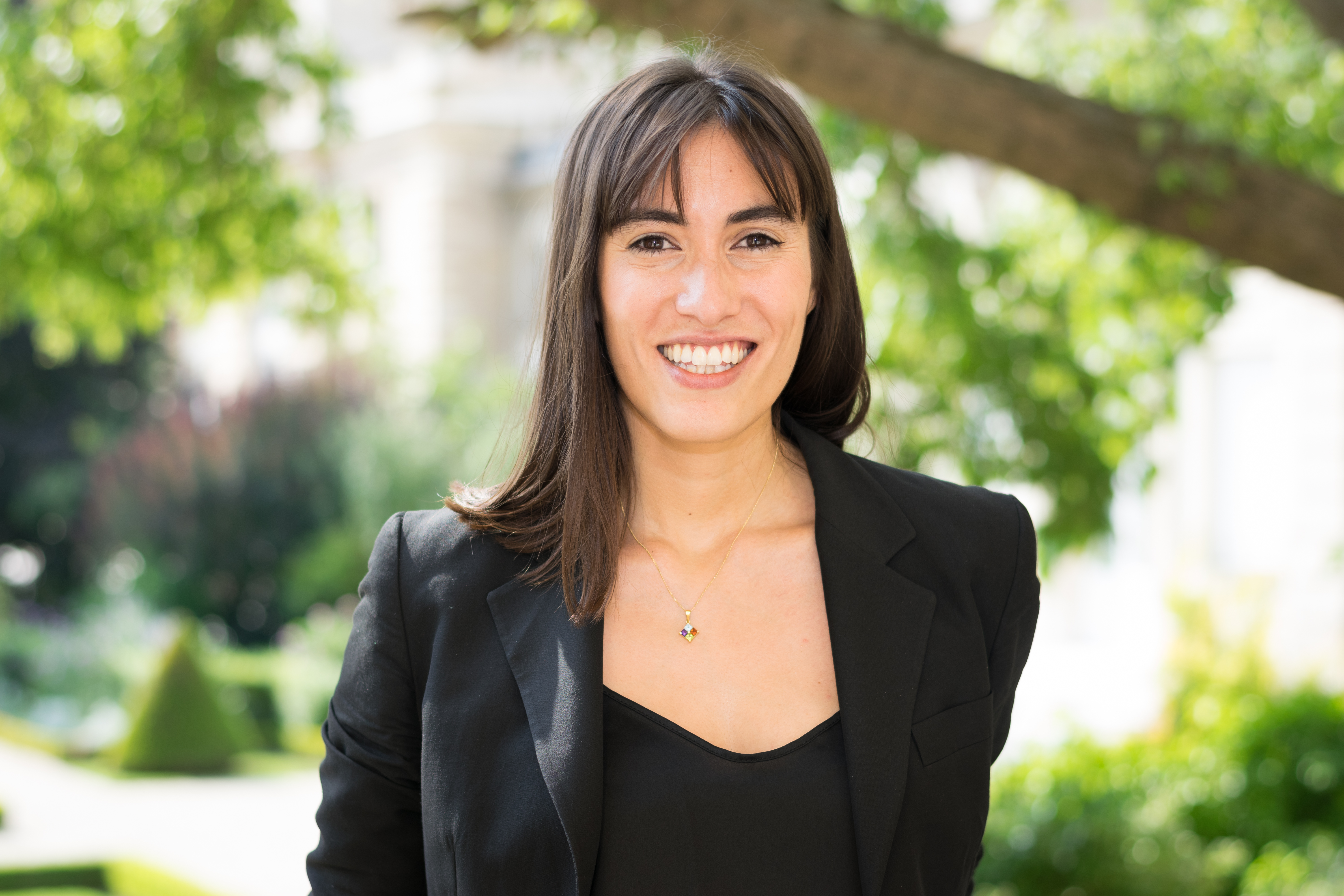
Paula Forteza im Jahr 2017

Paula Forteza (* 8. August 1986 in Paris) ist eine französische Politikerin. Sie wurde 2017 auf der Liste der Partei La République en Marche (LREM) im Zweiten Wahlkreis der Franzosen im Ausland (Lateinamerika und Karibik) in die französische Nationalversammlung gewählt. Bei der Kommunalwahl 2020 kandidierte sie auf einem Spitzenplatz auf der Liste von Cédric Villani im 19. Arrondissement von Paris. Sie verließ jedoch LREM noch während des Wahlkampfs. Im Jahr 2020 war sie an der Gründung der Gruppe Groupe Écologie Démocratie Solidarité (EDS) beteiligt. In der Nationalversammlung übernahm sie zusammen mit Matthieu Orphelin den Vorsitz der neuen Fraktion.

## Kindheit, Jugend, Ausbildung und berufliche Tätigkeit
Paula Forteza wurde am 8. August 1986 in Paris als Kind argentinischer Eltern geboren. Sie lebte mit ihren Eltern in Paris bis zum Alter von sieben Jahren, als die Familie nach Argentinien zurückwanderte. Sie erwarb ihre Schulbildung am Lycée Franco-Argentin Jean-Mermoz in Buenos Aires und erwarb Abschlüsse an einer Universität in Buenos Aires und am Institut d’études politiques de Paris (Sciences Po).
2014 arbeitete sie bei Etalab, einer Einrichtung der Regierung, die sich mit Projekten im Zusammenhang mit Open Data und Open Government befasst, insbesondere mit Veröffentlichungen zu Ausgaben der Regierung.

## Politische Laufbahn

### Bei La République en marche
Im Mai 2017 wurde sie als Kandidatin für La République en Marche im 2. Wahlkreis der Franzosen in Übersee aufgestellt. Am 17. Juni 2017 wurde sie gewählt, sie siegte vor ihrem Mitbewerber Sergio Coronado (Grüne).
Im August 2017 sollte sich Forteza mit dem Entwurf der lois pour la confiance dans la vie politique innerhalb der Fraktion von LREM befassen. Zu der im Text vorgesehenen Streichung der Abgeordnetenbezüge sprach sie sich mit anderen Abgeordneten für ein „gemischtes System“ aus, „bei dem der Vorschuss viel geringer wäre als derzeit“, („un système mixte, dans lequel l'avance serait bien moins importante qu'actuellement“) so zitiert sie das Wochenmagazin Marianne.
Zusammen mit Matthieu Orphelin ließ sie 2018 eine Website erstellen, auf der Bürger Fragen formulieren konnten, von denen einige später der Regierung vorgelegt wurden.
2018 wurde sie zur Berichterstatterin für das Gesetz zum Schutz personenbezogener Daten ernannt, das zwei europäische Texte in französisches Recht überträgt: die règlement général sur la protection des données (RGPD) und die Richtlinie 95/46/EG des Europäischen Parlaments und des Rates vom 24. Oktober 1995 zum Schutz natürlicher Personen bei der Verarbeitung personenbezogener Daten und zum freien Datenverkehr. Das Gesetz wurde am 20. Juni 2018 verkündet. Forteza nahm in diesem Zusammenhang „gegen die Kommerzialisierung personenbezogener Daten“ Stellung. Sie schien für eine breite Anwendung der DPSR in den Bestimmungen zu plädieren, die der freien Anwendung durch die Mitgliedstaaten überlassen werden.
Es wurde erwartet, dass sie im Frühjahr 2019 zur Staatssekretärin für die digitale Wirtschaft ernannt wurde, jedoch wurde dieses Amt Cédric O übertragen. Le Figaro zufolge wäre das Amt unter Forteza stärker auf die Nutzung der digitalen Technologie zur Wiederbelebung der Demokratie und zum Schutz personenbezogener Daten ausgerichtet gewesen.
Im Juli 2019, anlässlich der Verteilung der Posten, die der Mehrheitsfraktion zustanden, kandidierte sie für das Amt des Quästors der Nationalversammlung.
Im Oktober 2019 wurde sie zusammen mit Christine Hennion (Ko-Berichterstatterin) und Marietta Karamanli (Vorsitzende) zur Berichterstatterin für die gemeinsame Erkundungsmission zur digitalen Identität ernannt.
Im Januar 2020 legte sie der Regierung den parlamentarischen Bericht „Quantum: der technologische Wandel, den Frankreich nicht verpassen wird“ vor, der 50 Vorschläge enthält, um Frankreich zu einem internationalen Führer in dieser Technologie zu machen. Eine Version, die 37 der 50 Vorschläge enthielt, wurde veröffentlicht.

### Kritik an der Mehrheit und Weggang von LREM
Paula Forteza nahm 2019 zusammen mit Jean-Pierre Mignard und Aurélien Taché an der Gründung der Bewegung „Hyperion“ teil, die nach den Worten des letzteren „die Sensibilität der Demokratischen Linken“ innerhalb der Mehrheitsfraktion verkörpern sollte.
Am 28. Januar 2020 kündigte in einem Interview mit dem Sender RMC ihren Abschied von La République en marche an: Sie erklärte, sie habe vergeblich auf eine linke und ökologische Wende der Bewegung gewartet, äußerte tiefe Unzufriedenheit sowohl in Bezug auf die Substanz als auch die politischen Methoden und beklagte den mangelnden Dialog seitens der Führung und „eine auf allen Seiten verschlossene Partei, die Freundschaften mehr belohnt als Fähigkeiten“.
Sie unterstützt Cédric Villani bei seiner Kandidatur im 19. Arrondissement für die Pariser Kommunalwahlen 2020 und steht an der Spitze seiner Liste. Im ersten Wahlgang erhielt diese 5,8 % der Stimmen.

### Gründung der Fraktion der Gruppe EDS in der Nationalversammlung
Zusammen mit Matthieu Orphelin und zahlreichen anderen Abweichlern der LREM-Fraktion gründete Paula Forteza im Mai 2020 eine neue Fraktion in der Nationalversammlung, die Gruppe Écologie démocratie solidarité (EDS), deren Ko-Vorsitzende sie wurde. Da die Nationalversammlung die Ko-Präsidentschaft nicht anerkannte, wurde bestimmt, dass der Vorsitz alle sechs Monate zwischen Matthieu Orphelin und Paula Forteza wechseln sollte.